# Ладини
Ладини су етничка група са простора сјеверне Италије. Ладини живе на простору Бадске и Гарденске долине (обје у Болцану), Фаске долине (Тренто), Ливиналонга и у Ампецу (оба у Белуну). Матерњи језик је ладински, рето-романски језик сродан швајцарском романшу и Фурланском језику. Дио су Тирола, с којим дијеле културу, историју, традицију, животну средину и архитектуру.
Ладини су развили свој национални идентитет у 19. вијеку. Мицура де Ру је први покушао да развије писани облик ладинског језика. Данас, ладинску културу промовише културни Istitut Ladin Micurà de Rü из болцанске општине Сан Мартино ин Бадија. У историј општини постоји и Ладински музеј. Ладини из Трентина и Белуна имају сопствене културне институције, Majon de Fascegn у Вигу ди Фасану, Cesa de Jan у Коле Санта Лучи и Istituto Ladin de la Dolomites у Борци.
Ладини чине 4,53% становништва Болцана. Многе од сага Јужног Тирола долазе са подручја насељеног Ладинима, укључујући ладински национални еп, сага о Краљевству Фанес. Друга личност из ладинске митологије је демон Ангуана.

## Насеља
| Српски назив                | Ладински назив           | Округ   | Површина (km2) | Становништво |
| --------------------------- | ------------------------ | ------- | -------------- | ------------ |
| Кортина д’Ампецо            | Anpezo                   | Белуно  | 255            | 6,150        |
| Ортизеј                     | Urtijëi                  | Болцано | 24             | 4,569        |
| Бадија                      | Badia                    | Болцано | 82             | 3,237        |
| Пјеве ди Маребе             | Mareo                    | Болцано | 161            | 2,684        |
| Моена                       | Moéna                    | Тренто  | 82             | 2,628        |
| Селва                       | Sëlva                    | Болцано | 53             | 2,589        |
| Поца ди Фаса                | Poza                     | Тренто  | 73             | 1,983        |
| Канацеи                     | Cianacei                 | Тренто  | 67             | 1,844        |
| Санта Кристина Валгардена   | Santa Cristina Gherdëina | Болцано | 31             | 1,840        |
| Сан Мартино ин Бадија       | San Martin de Tor        | Болцано | 76             | 1,727        |
| Ливиналонго дел Кол ди Лана | Fodom                    | Белуно  | 99             | 1,436        |
| Корвара ин Бадија           | Corvara                  | Болцано | 42             | 1,266        |
| Ла Вале                     | La Val                   | Болцано | 39             | 1.251        |
| Виго ди Фаса                | Vich                     | Тренто  | 26             | 1,142        |
| Кампитело ди Фаса           | Ciampedèl                | Тренто  | 25             | 732          |
| Сорага                      | Sorèga                   | Тренто  | 19             | 677          |
| Мацин                       | Mazin                    | Тренто  | 23             | 440          |
| Коле Санта Луча             | Col                      | Белуно  | 15             | 418          |

## Познате личности
- Ђорђо Мородер, пјевач, текстописац, ди-џеј и музички продуцент